# Campionati europei di atletica leggera indoor 1985
I XVI campionati europei di atletica leggera indoor si sono svolti al Pireo, in Grecia, presso lo stadio della pace e dell'amicizia, dal 2 al 3 marzo 1985.

## Nazioni partecipanti
Tra parentesi, il numero di atleti partecipanti per nazione.
- Austria (10)
- Belgio (5)
- Bulgaria (13)
- Cecoslovacchia (21)
- Cipro (4)
- Finlandia (2)
- Francia (18)
- Germania Est (17)
- Germania Ovest (26)

- Grecia (7)
- Irlanda (5)
- Italia (21)
- Jugoslavia (6)
- Lussemburgo (3)
- Norvegia (6)
- Paesi Bassi (5)
- Polonia (14)
- Portogallo (5)

- Regno Unito (17)
- Romania (7)
- Spagna (22)
- Svezia (13)
- Svizzera (8)
- Turchia (1)
- Ungheria (12)
- Unione Sovietica (22)

## Risultati

### Uomini
| Specialità | Oro                | Prestazione | Argento            | Prestazione | Bronzo              | Prestazione |
| Corse piane |                    |             |                    |             |                     |             |
| 60 metri | Mike McFarlane     | 6"61        | Antoine Richard    | 6"63        | Ronald Desruelles   | 6"64        |
| 200 metri | Stefano Tilli      | 20"77       | Olaf Prenzler      | 20"83       | Aleksandr Yevgenyev | 20"95       |
| 400 metri | Todd Bennett       | 45"56       | Klaus Just         | 45"90       | José Alonso         | 46"52       |
| 800 metri | Rob Harrison       | 1:49"09     | Petru Drăgoescu    | 1'49"38     | Leonid Masunov      | 1'49"59     |
| 1.500 metri | José Luis González | 3'39"26     | Marcus O'Sullivan  | 3'39"75     | José Luis Carreira  | 3'40"43     |
| 3.000 metri | Bob Verbeeck       | 8'10"84     | Thomas Wessinghage | 8'10"88     | Vitaliy Tishchenko  | 8'10"91     |
| Corse a ostacoli |                    |             |                    |             |                     |             |
| 60 metri ostacoli | György Bakos       | 7"60        | Jiří Hudec         | 7"68        | Vyacheslav Ustinov  | 7"70        |
| Salti |                    |             |                    |             |                     |             |
| Salto in alto | Patrik Sjöberg     | 2,35 m      | Aleksandr Kotovich | 2,30 m      | Dariusz Biczysko    | 2,30 m      |
| Salto con l'asta | Sergey Bubka       | 5,70 m      | Aleksandr Krupskiy | 5,70 m      | Atanas Tarev        | 5,60 m      |
| Salto in lungo | Gyula Pálóczi      | 8,15 m      | László Szalma      | 8,15 m      | Sergey Layevskiy    | 8,14 m      |
| Salto triplo | Khristo Markov     | 17,29 m     | Ján Čado           | 17,23 m     | Volker Mai          | 17,14 m     |
| Lanci |                    |             |                    |             |                     |             |
| Getto del peso | Remigius Machura   | 21,74 m     | Ulf Timmermann     | 21,44 m     | Werner Günthör      | 21,23 m     |
| record mondiale; record mondiale stagionale; record europeo; record europeo stagionale; record dei campionati; record nazionale; record personale; record personale stagionale. |                    |             |                    |             |                     |             |

### Donne
| Specialità | Oro                | Prestazione | Argento             | Prestazione | Bronzo              | Prestazione |
| Corse piane |                    |             |                     |             |                     |             |
| 60 metri | Nelli Cooman       | 7"10        | Marlies Göhr        | 7"13        | Heather Oakes       | 7"22        |
| 200 metri | Marita Koch        | 22"82       | Kirsten Emmelmann   | 23"06       | Els Vader           | 23"64       |
| 400 metri | Sabine Busch       | 51"35       | Dagmar Neubauer     | 51"40       | Alena Bulířová      | 52"64       |
| 800 metri | Ella Kovacs        | 2'00"51     | Nadezhda Olizarenko | 2'00"90     | Cristieana Cojocaru | 2'01"01     |
| 1.500 metri | Doina Melinte      | 4'02"54     | Fiţa Lovin          | 4'03"46     | Brigitte Kraus      | 4:03"64     |
| 3.000 metri | Agnese Possamai    | 8'55"25     | Olga Bondarenko     | 8'58"03     | Yvonne Murray       | 9'00"94     |
| Corse a ostacoli |                    |             |                     |             |                     |             |
| 60 metri ostacoli | Cornelia Oschkenat | 7"90        | Ginka Zagorcheva    | 8"02        | Anne Piquereau      | 8"03        |
| Salti |                    |             |                     |             |                     |             |
| Salto in alto | Stefka Kostadinova | 1,97 m      | Susanne Helm        | 1,94 m      | Danuta Bułkowska    | 1,90 m      |
| Salto in lungo | Galina Chistyakova | 7,02 m      | Eva Murková         | 6,99 m      | Heike Drechsler     | 6,97 m      |
| Lanci |                    |             |                     |             |                     |             |
| Getto del peso | Helena Fibingerová | 20,84 m     | Claudia Losch       | 20,59 m     | Heike Hartwig       | 19,93 m     |
| record mondiale; record mondiale stagionale; record europeo; record europeo stagionale; record dei campionati; record nazionale; record personale; record personale stagionale. |                    |             |                     |             |                     |             |

## Medagliere
Legenda
     Paese ospitante
| Posizione | Paese            | Oro | Argento | Bronzo | Totale |
| --------- | ---------------- | --- | ------- | ------ | ------ |
| 1         | Germania Est     | 4   | 6       | 3      | 13     |
| 2         | Unione Sovietica | 2   | 4       | 5      | 11     |
| 3         | Cecoslovacchia   | 2   | 3       | 1      | 6      |
| 4         | Romania          | 2   | 2       | 1      | 5      |
| 5         | Bulgaria         | 2   | 1       | 1      | 4      |
| 6         | Ungheria         | 2   | 1       | 0      | 3      |
| 7         | Regno Unito      | 2   | 0       | 2      | 4      |
| 8         | Italia           | 2   | 0       | 0      | 2      |
| 9         | Spagna           | 1   | 0       | 2      | 3      |
| 10        | Belgio           | 1   | 0       | 1      | 2      |
| 10        | Paesi Bassi      | 1   | 0       | 1      | 2      |
| 12        | Svezia           | 1   | 0       | 0      | 1      |
| 13        | Germania Ovest   | 0   | 3       | 1      | 4      |
| 14        | Francia          | 0   | 1       | 1      | 2      |
| 15        | Irlanda          | 0   | 1       | 0      | 1      |
| 16        | Polonia          | 0   | 0       | 2      | 2      |
| 17        | Svizzera         | 0   | 0       | 1      | 1      |
| Totale    | Totale           | 22  | 22      | 22     | 66     |